# 연행사
연행사(燕行使)는 조선이 청나라에 보낸 사신(使臣) 및 사절단이다. 청의 도읍인 연경(燕京, 지금의 베이징)에 가는 사신을 의미하며, 1637년(인조 15년)부터 1893년(고종 30년)까지 256년에 걸쳐 총 507회 파견되었다.

## 연행사의 종류

### 정기 사행
절행(節行)이라고 하며, 매년 4회씩 보내다가 1645년(인조 24년)부터 동지사 연 1회로 통합했다.
- 동지사(冬至使): 동지에 파견
- 정조사(正朝使): 정월 초에 파견
- 성절사(聖節使): 황제의 생일을 축하하기 위해 파견
- 세폐사(歳幣使): 예물을 바치기 위해 파견

### 임시 사행
특별한 목적을 위해 부정기적으로 파견한 연행으로 별행(別行)이라고 한다.
- 사은사(謝恩使): 은혜를 입었을 때 보답하기 위해 파견
- 진위사(陳慰使): 황제, 황태후, 황후 등의 상사(喪事)에 조문하기 위해 파견
- 진하사(進賀使): 황실에 경사가 있을 때 축하하기 위해 파견
- 진향사(進香使): 청에 국상이 났을 때 조의를 표하기 위해 파견
- 진주사(陳奏使): 외교적으로 알려야 할 일이 있을 때 파견
- 주청사(奏請使): 정치적, 외교적으로 요청하거나 알려야 할 일이 있을 때 파견
- 문안사(問安使): 황제가 조선과 가까운 지역에 행차할 때 문안하기 위해 파견
- 고부사(告訃使): 조선 왕의 죽음을 알리고 새 왕의 즉위를 승인받기 위해 파견

## 같이 보기
- 고려-중국 관계
- 고려-일본 관계
- 조선의 대외 관계
- 조선 통신사